# То Віма
То Віма (грец. Το Βήμα — Трибуна) — щоденна грецька газета, заснована 1922 року Дімітрісом Ламбракісом, батьком Христоса Ламбракіса. Виходила до листопада 2010 року. Власником газети була Lambrakis Press Group, медіа-група, яка серед інших також видає газету Та Неа.
То Віма — авторитетне, популярне видання високого рівня, публікується щодня, окрім понеділка. Посаду головного редактора обіймає Ставрос Психаріс. Серед її постійних авторів такі відомі грецькі журналісти, як Васіліс Мулопулос та Янніс Претендеріс, поет Дінос Сіотіс, а також науковці, зокрема викладачі університетів (наприклад, Константінос Цукалас, Нікос Музеліс та Дімітріс Психогіос), політологи і низка політиків. Деякі з кореспондентів То Віма і у минулому були членами Грецького парламенту або обіймали міністерські посади, як міністр освіти та релігії Петрос Евтиміу.
Основними конкурентами видання вважаються газети Прото Тема та Елефтеротіпія лівого спрямування. Натомість То Віма дотримується центристської орієнтації і звичайно асоціюється із нині правлячою у Греції партієї ПАСОК.
26 листопада 2010 року редакція оголосила про призупинення друку газети. Натомість виходитиме щонедільний недільний онлайн-випуск.